# At-Tur (Jerusalem)

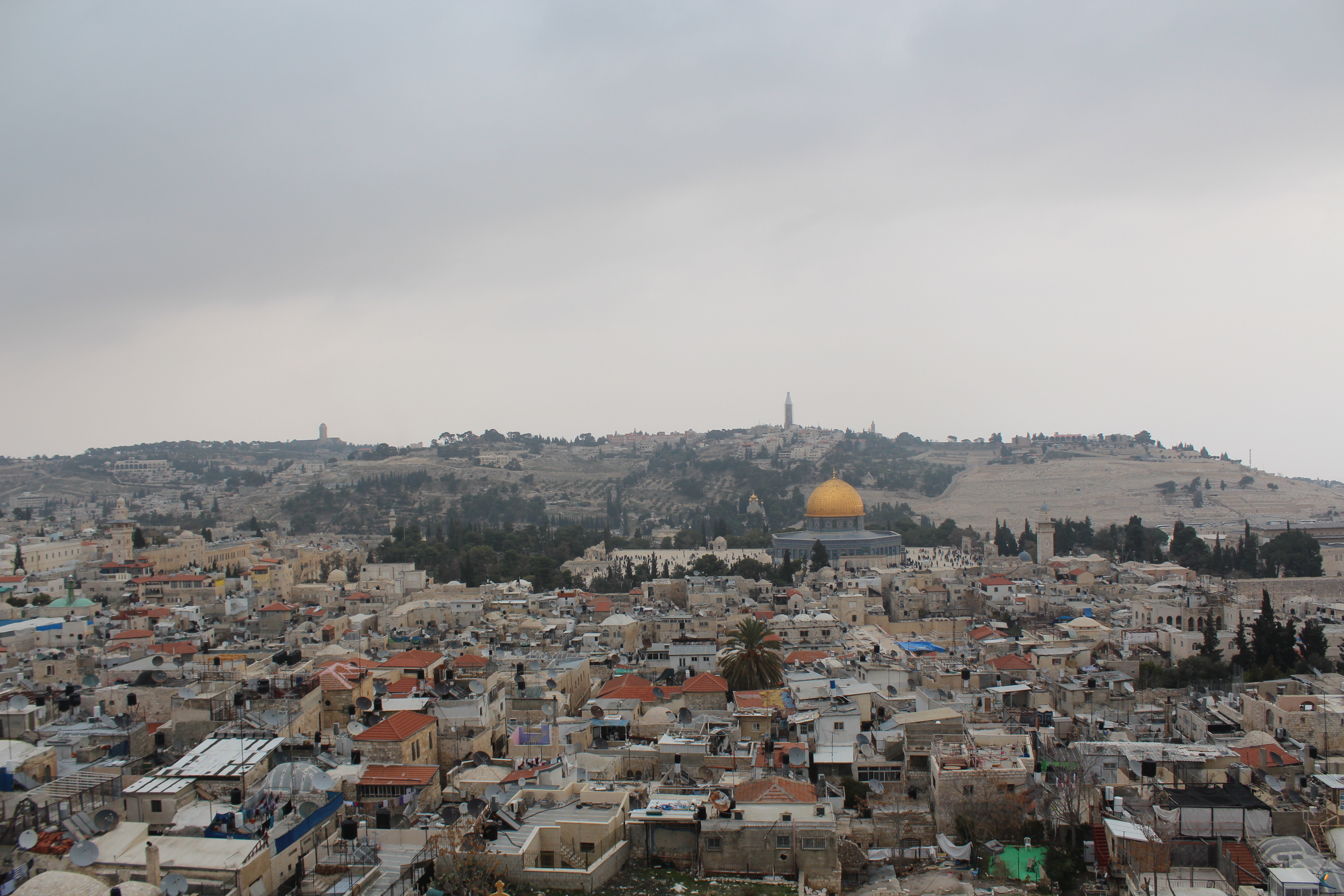
Das Dorf At-Tur oben auf dem Ölberg

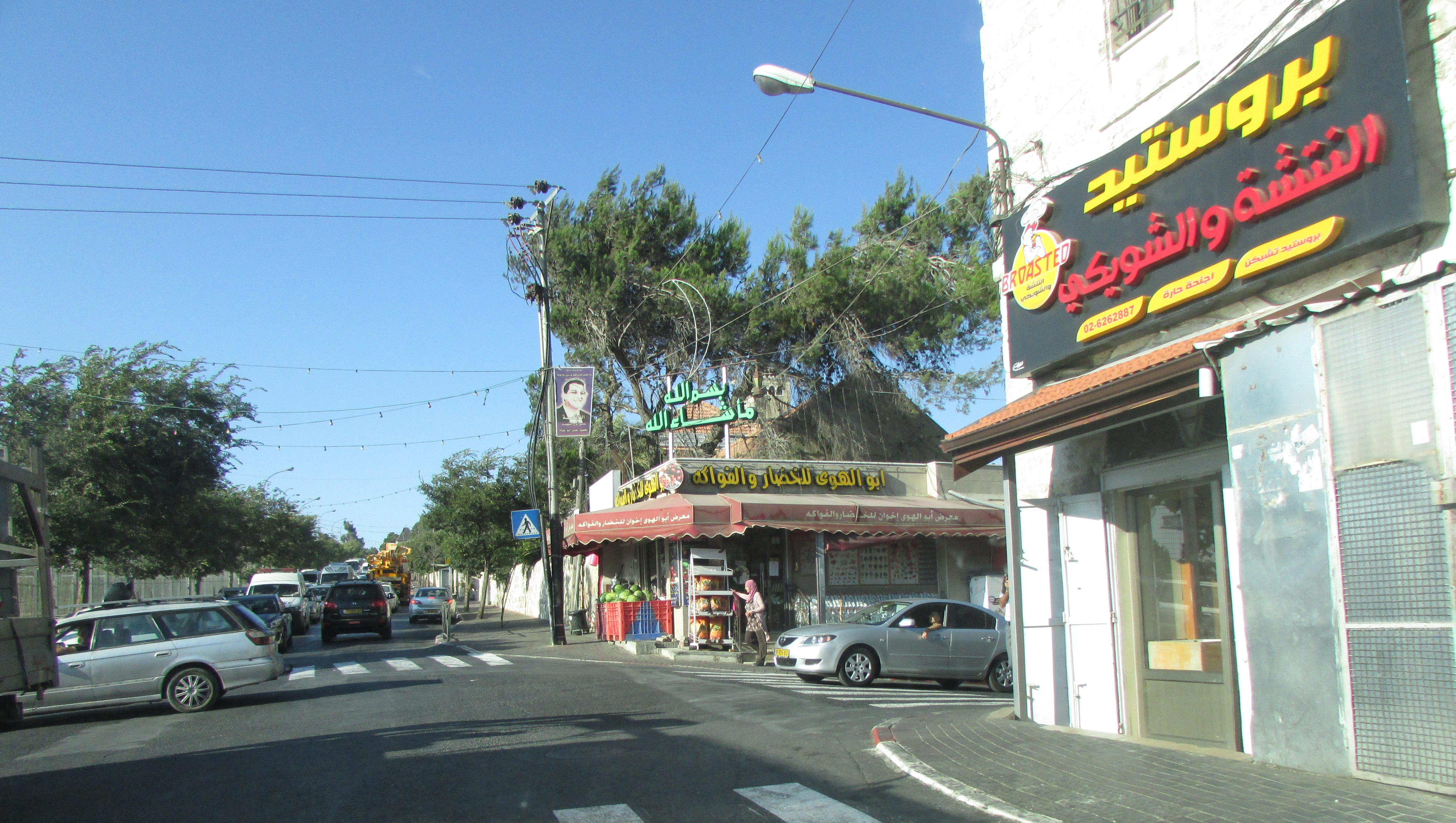
Straßenszene in At-Tur

At-Tur (arabisch الطور, DMG at-ṭūr) ist ein Stadtteil Ostjerusalems auf dem Ölberg etwa einen Kilometer östlich der Altstadt von Jerusalem mit überwiegend palästinensischer Bevölkerung. Heute wohnen etwa 18.000 Menschen in At-Tur, vornehmlich Muslime und eine kleine christliche Minderheit.

## Geschichte
Im Jahr 1596 erschien das Dorf als Tur Zayta in den Steuerregistern der osmanischen Nahiya Al-Quds. Die Verwaltungseinheit hatte eine Bevölkerung von 48 muslimischen Haushalten und acht Alleinstehenden und zahlte Steuern auf Weizen, Gerste, Wein oder Obst und Ziegen oder Bienenstöcke.

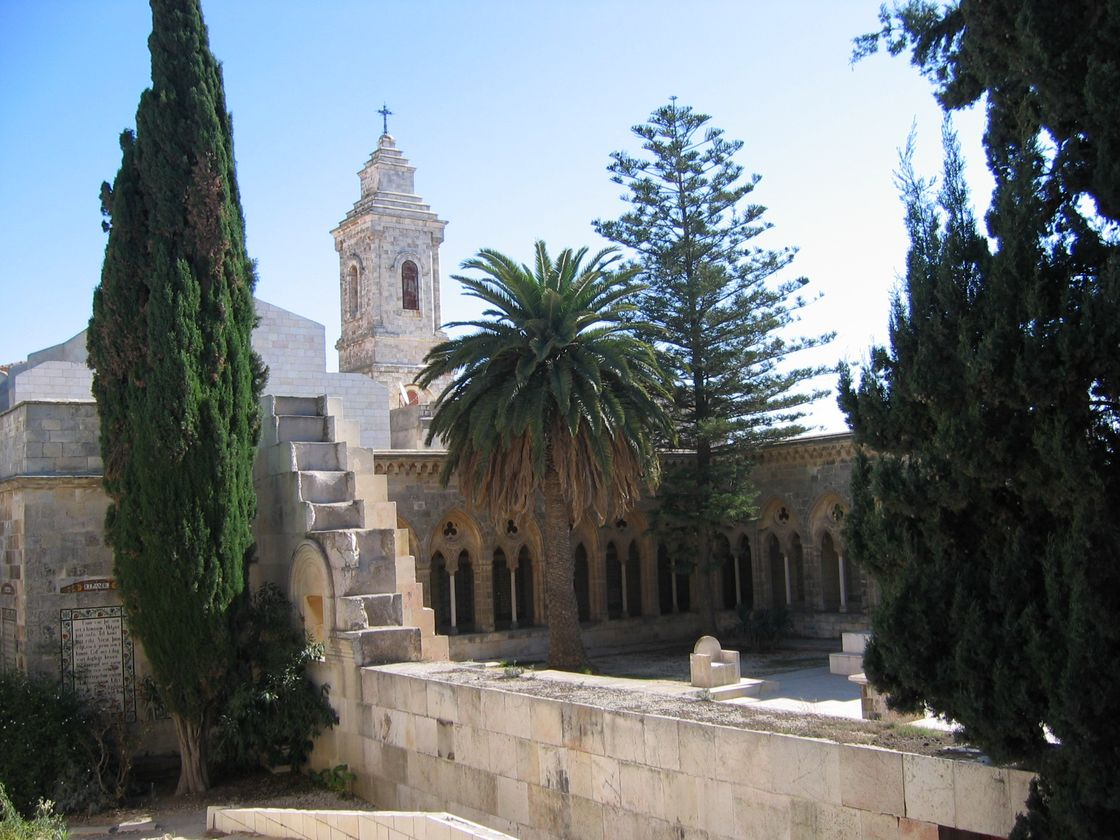
Die Paternosterkirche

Um 1870 verzeichnete das Osmanische Dorfregister 38 Häuser und eine Bevölkerung von 127, wobei nur die Männer gezählt wurden.
1883 beschrieb der Palestine Exploration Fund im Survey of Western Palestine (SWP) At-Tur als ein kleines schmuddeliges Dorf auf dem Kamm des Ölbergs. Die Häuser seien aus Stein gebaut, aber niedrig und klein.
Im Jahr 1945 zählte die Bevölkerung von Et-Tur 2770 Einwohner, 86 % Muslime und 14 % Christen. Laut einer offiziellen Land- und Bevölkerungs-Erhebung besaßen sie 8800 Dunam. Davon waren 228 Dunam bewässerte Plantagen, 2838 Dunam Getreide und 86 Dunam waren bebaut.
Laut UN-Teilungsplan für Palästina von 1947 sollte At-Tur zum Corpus Separatum Jerusalem gehören, das international verwaltet werden sollte. Durch die Eroberung im Krieg um Israels Unabhängigkeit 1948/1949 kam At-Tur wie der überwiegende Teil des Gebietes des Corpus Separatum an Jordanien, die Einwohner wurden Jordanier. Israel eroberte At-Tur 1967 und annektiert es 1980 mit ganz Ostjerusalem durch das Jerusalemgesetz. Seit 1988 entzieht Jordanien im ganzen Westjordanland, also auch in At-Tur, sukzessive den einheimischen Einwohnern ihre jordanische Staatsbürgerschaft.

## Sehenswürdigkeiten
In At-Tur befindet sich die Himmelfahrtskapelle. Sie ist Teil eines größeren Komplexes, zu dem eine Kirche, ein Kloster und eine Moschee gehören. An der Stelle der Kapelle soll Jesus vierzig Tage nach seiner Auferstehung in den Himmel aufgefahren sein.
Weitere Sehenswürdigkeiten sind das Auguste-Viktoria-Hospital, die Paternosterkirche und das Seven Arches Hotel.

## Personen aus At-Tur
- Susan Abulhawa
- Khairy Alqam